# بوبان ماكسيموفيتش
بوبان ماكسيموفيتش هو لاعب كرة قدم سويسري وصربي في مركز الوسط، ولد في 10 أكتوبر 1985 في لوزنيتسا في صربيا. شارك مع منتخب سويسرا تحت 17 سنة لكرة القدم. أما مع النوادي، فقد لعب مع النجم الأحمر بلغراد ونادي بيل-بيين ونادي فويفودينا ونادي فينترتور ويانغ بويز.

## وصلات خارجية
- بوبان ماكسيموفيتش على موقع قاعدة بيانات كرة القدم.إي يو (الإنجليزية)
- بوبان ماكسيموفيتش على موقع Soccerway.com (الإنجليزية)
- بوبان ماكسيموفيتش على موقع عالم كرة القدم.نت (الإنجليزية)